# Druhá Moskevská konference

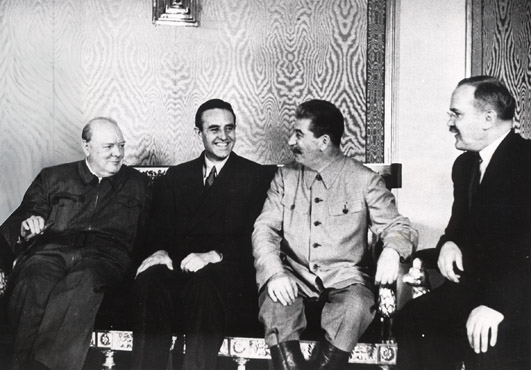
Britský premiér Winston Churchill, americký diplomat Harriman, sovětský vůdce Stalin a ministr zahraničí SSSR Molotov při jednání

Druhá Moskevská konference je známa jako druhé oficiální jednání nejvyšších představitelů Sovětského svazu a Velké Británie za 2. světové války. Zúčastnil se jí sovětský vůdce Stalin a britský premiér Winston Churchill. Společně s nimi byl přítomen jednání i americký diplomat W. Averell Harriman. Uskutečnila se mezi 12. a 17. srpnem 1942 v Moskvě. Jako hlavní cíl si stanovila urovnání sovětsko-britských sporů a vzájemnou vojenskou podporu proti hitlerovskému Německu.

## Události před konferencí
Po napadení Sovětského svazu Německem v červnu 1941 stanul Stalin tváří v tvář obrovské německé ofenzivě do vnitrozemí země s cílem donutit Sovětský svaz ke kapitulaci. Bylo jasné, že je třeba pomoci a spojenectví ze strany západních velmocí. Prvním krokem byl v září 1941 Stalinův podpis Atlantické charty, která se zavazovala k boji proti nacistickému režimu v Německu. Na přelomu září a října téhož roku se v Moskvě sešel Stalin společně s ministrem zahraničí SSSR Molotovem, s britským ministrem Beaverbrookem a zmíněným Američanem Harrimanem. Šlo o první oficiální jednání mezi Británií, USA a SSSR. Churchill se však chtěl setkat se Stalinem osobně, což se mu v srpnu 1942 podařilo.

## Průběh a výsledky jednání
Jednání se vedlo v duchu sovětsko-britských sporů, daných převážně jiným typem vlády a jiným přístupem zemí ke svobodě a demokracii. Churchill si také musel zvykat na Stalinovu chladnou upřímnost. Například při dotazu, jak naložili Rusové s bohatými vlastníky půdy kulaky, Stalin suše odvětil: "My jsme je zabili".
Problémem, který Stalin zmínil, bylo nedostatečné zásobování země válečným materiálem ze strany Britů. Čekal však i na příslib otevření druhé fronty ve Francii, což by umožnilo přesun části německých jednotek na tuto frontu a odlehčení těžce zkoušeného sovětského vojska. Churchill však realizaci zmíněné varianty odsunul na rok 1943, naopak sám navrhoval, aby místo vylodění v severní Francii se spojenecké jednotky vylodily na jihu Itálie a pokračovaly směrem do vnitrozemí.
Britské a sovětské vztahy v prvních dnech konference ustrnuly na bodu mrazu, převážně kvůli rozdílnému pohledu na válku, nicméně s příslibem bombardování německých měst britskými letadly si Stalin vztah s Churchillem o poznání zlepšil.
Hlavním výsledkem jednání byl závazek obou zemí ke společnému boji proti Německu a také příprava spojeneckých vojsk na boje v severní Africe.
„Stalin se mnou nechtěl mluvit. Tak jsem řízení ukončil. Měl jsem toho dost. Jídlo bylo odporné. Neměl jsem tam chodit. Copak si Stalin nevšiml, s kým mluví? S představitelem nejmocnějšího impéria, jaké kdy svět viděl?“ (Churchill ke svému lékaři po druhém dni konference.)
"Churchill je evidentně ve vítězoslavné náladě...Všechno bylo velkolepé. Upevnil přátelství se Stalinem. Můj Bože! Byl rád, že tam šel. Stalin byl skvělý. Jaké to bylo potěšení pracovat s takovým velkým člověkem." "Na neskrývané veselí PM (ministerského předsedy) byla rozkoš se dívat...můj Bože a jak se rozplýval! Stalin sem a Stalin tam..."(britský diplomat Clark Klerr po posledním setkání Churchilla a Stalina na konferenci)